# Jane Sanders Stadion
A Jane Sanders Stadion (becenevén The Jane, korábban Howe Sportpálya) az Oregon Ducks softballcsapatának otthona az Amerikai Egyesült Államok Oregon államának Eugene városában, az Oregoni Egyetem campusának déli részén. Névadója Jane Sanders, akinek férje, Robert C. „Bob” Sanders 16 millió dollárt adományozott az építkezésre, Becky Sisley softballedző további kétszázezret adott; a teljes költség 17,2 millió dollár volt.
2016-ban adták át, 2017-ben a férőhelyeket ezer fővel növelték.
2023-ban az átlagos nézőszám 1772 fő volt.

## Története
2014. június 7-én Robert Sanders tízmillió dollárt adott az Oregoni Egyetemnek stadionépítésre. Feleségével, Olive Jane (Daggett) Sandersszel az egyetemen ismerkedtek meg, ahol a nő a Pí Béta Fí diákszövetség tagjaként cheerleader, Robert pedig az amerikaifutball-csapat fullbackje volt.
Jane Sanders unokáival rendszeresen látogatta az egyetemi softballmérkőzéseket. Férje 2016 márciusában további hatmillió dollárt adott az építkezésre.

### Howe Sportpálya
A stadiont az 1951-ben szövetségi támogatásból kialakított Howe Sportpálya helyén építették fel; a játékfelületet ma is Howe-nak nevezik.
A Herbert C. Howe oktatóról elnevezett létesítményt a baseballcsapat használta az 1981-es megszüntetéséig. Steve Wolf korábbi játékos szerint a Fenway Parkra hasonlított. A Howe-nál nem voltak mosdók vagy pihenőszobák, a füvet pedig a játékosok nyírták.
1974-ben megalakult az egyetemi nőisoftballcsapat, amely kezdetben az Amazon Parkot, majd a telepesek temetője és a Gerlinger épület közötti zöldterületet használta. 1978-ban a Hayward Sportpálya déli részére költöztek, de 1987-ben azt a kalapácsvetők számára alakították át.
A softballcsapat ezután a Howe-ra költözött, ahol Robert Sanders adományából kispadokat, a tévéközvetítések idejére pedig ideiglenes világítást alakítottak ki. A játékosok mobilvécéket és a McArthur Sportpálya öltözőit használták. A The Register Guard szerint a Howe az „ártatlan elhanyagoltság” szimbóluma lett. A pályából egyedül a vas bejárati kapuk maradtak fenn.

## Kialakítása
A 2016. március 4-én átadott létesítményről az ESPN elismerően nyilatkozott.

### Építése
A stadion terveit 2015. április 30-án mutatta be a testnevelési tanszék. Az SRG Partnership által tervezett projekt vezetője Chris Hartson, kivitelezője a dallasi Howard S. Wright Companies volt. A Howe-val ellentétben itt edzőtermeket, öltözőket, sajtószobát, mosdókat és büfét is kialakítottak.
A létesítmény 1500 férőhellyel 2016. március 24-én nyílt meg, ez április 1-jén ideiglenes megoldással ezer fővel nőtt.

### Bővítése
Robert Sanders adományával 2018-ban külső lelátó, valamint további mosdók és büfé épültek.

### Felszereltség
Befogadóképessége a V alakú árnyékolóval fedett lelátóval és a VIP-fülkékkel együtt 1483 fő. A 250 ezer dolláros kivetítő 3,7×11 méteres.

### Játékfelület
A pályát Mike White edző kérésére az időjárási viszonyoknak megfelelően belül agyag, kívül műfű borítja.

## Fordítás
- Ez a szócikk részben vagy egészben  a   Jane Sanders Stadium című angol Wikipédia-szócikk ezen változatának fordításán alapul.  Az eredeti cikk szerkesztőit annak laptörténete sorolja fel. Ez a jelzés csupán a megfogalmazás eredetét és a szerzői jogokat jelzi, nem szolgál a cikkben szereplő információk forrásmegjelöléseként.